# Henry Hall (Skispringer)
Henry Hall (* 27. Februar 1893 in Ishpeming; † 17. April 1986 in Loveland) war ein US-amerikanischer Skispringer.

## Werdegang
Hall gilt als einer der ersten in den Vereinigten Staaten geborenen Skispringer, die erfolgreich auf internationaler Ebene aktiv waren. Zuvor waren es meist emigrierte Skandinavier, welche für ihre neue Heimat USA Erfolge sammelten. 1916 gewann Hall die US-Meisterschaften. 1917 stellte er auf dem heutigen Howelsen Hill in Steamboat Springs mit 61,9 Metern einen neuen Skiflugweltrekord auf, den er auf gleicher Schanze nur ein Jahr später auf 62,2 Meter verbesserte. 1921 verbesserte Hall auf dem Big Hill im kanadischen Revelstoke den Rekord auf 69,8 Meter. Dieser Rekord hatte vier Jahre Bestand, bevor ihn Nels Nelsen auf derselben Anlage brach.
1967 wurde Hall in die U.S. Ski and Snowboard Hall of Fame aufgenommen. Nach dem Ende seiner aktiven Karriere lebte er in Farmington, Michigan. Hall betrieb das Skispringen noch bis ins Alter von 79 Jahren. Zudem betrieb er noch bis zum 91. Geburtstag regelmäßig das Skilanglaufen.